# Barcelona en Comú
Barcelona en Comú (BComú. en español «Barcelona en Común»), inicialmente denominado Guanyem Barcelona, es un partido político español de izquierda cuyo ámbito de actuación se circunscribe a la ciudad de Barcelona.
Surtió inicialmente como una plataforma ciudadana representante en Barcelona (España) de las candidaturas ciudadanas que ese año se crearon con el objetivo de presentarse a las elecciones municipales de 2015, constituyéndose definitivamente como partido político en febrero de ese año.
Una de sus principales impulsoras es la activista Ada Colau, exportavoz de la Plataforma de Afectados por la Hipoteca (PAH) y exalcaldesa de la Ciudad Condal entre 2015 y 2023.

## Historia
El 15 de junio de 2014 se publicó en internet el manifiesto Guanyem Barcelona promovido por una treintena de ciudadanos vinculados a los movimientos sociales y vecinales, así como personalidades del mundo académico y de la cultura. En el manifiesto se presentan como una plataforma ciudadana cuyo objetivo es «construir una candidatura de confluencia», y proponen una «rebelión democrática en Barcelona» y «reapropiarnos de las instituciones». Guanyem Barcelona se presentó en sociedad el 26 de ese mes, en la escuela pública Collasso i Gil, del barrio del Raval de Barcelona. La presentación fue a cargo de la activista Ada Colau, el abogado Jaume Asens y el catedrático Joan Subirats.

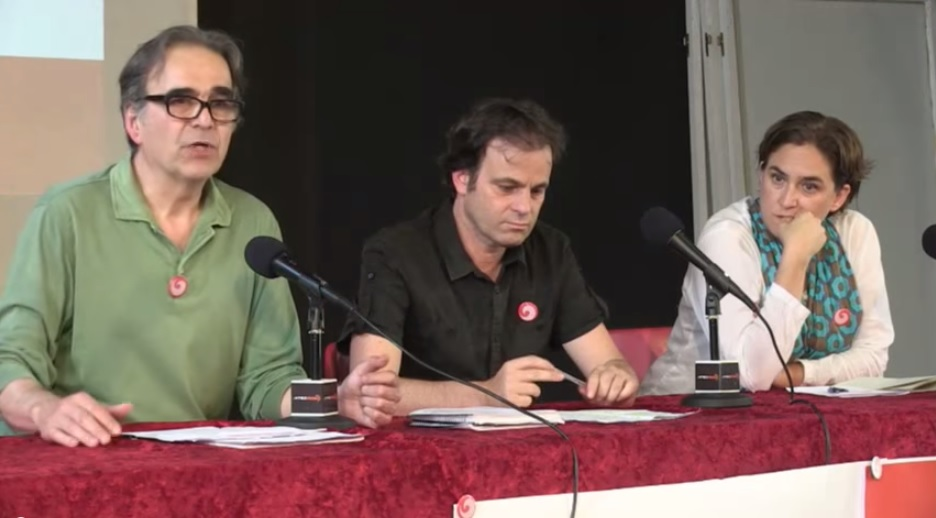
Joan Subirats, Jaume Asens y Ada Colau en la presentación de Barcelona en Comú en 2014.

Entre el 10 y 11 de octubre de 2014 la plataforma celebró unas jornadas abiertas a la ciudadanía con el objetivo de redactar un código ético consensuado. Participaron medio millar de personas y asistieron los partidos Iniciativa per Catalunya Verds (ICV), Esquerra Unida i Alternativa (EUiA), Procés Constituent, Podemos, Partido X y representantes de la Trobada Popular Municipalista, impulsada por la Candidatura d'Unitat Popular (CUP). El código fue posteriormente validado por ICV, EUiA, Podemos y Procés Constituent. Por el contrario, la asamblea de la Trobada Popular Municipalista presentó enmiendas a tres puntos del texto, mostrando también su recelo a la participación en el proyecto de ICV-EUiA, aliado del PSC durante tres décadas en el gobierno de la ciudad; optando finalmente por constituirse como candidatura electoral por su cuenta. El código ético, tras someterse a la valoración ciudadana, fue definitivamente validado el 4 de diciembre de 2014.

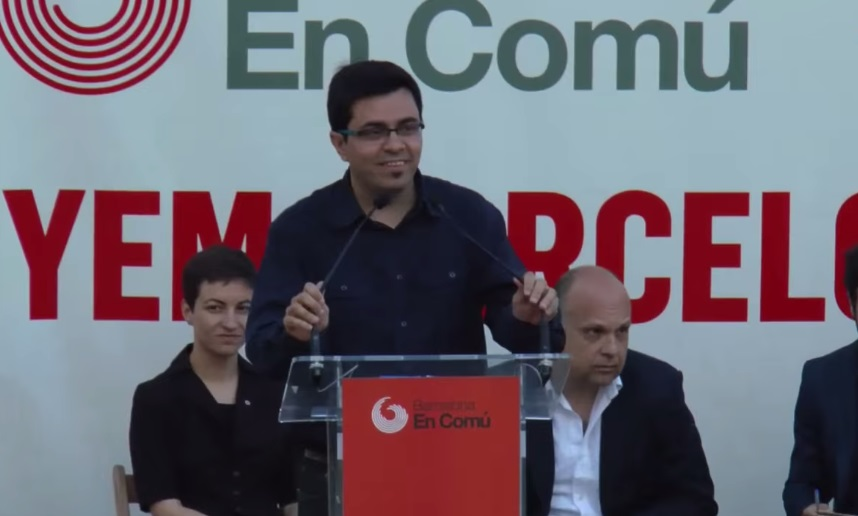
Gerardo Pisarello, número dos de la lista, en mayo de 2015.

El 10 de febrero de 2015 se presentó públicamente el acuerdo definitivo de confluencia entre los partidos Iniciativa per Catalunya Verds, Esquerra Unida i Alternativa, Equo, Procés Constituent y Podemos, bajo la marca Barcelona en Comú. La coalición tuvo que renunciar al nombre Guanyem al haber sido registrado pocos días antes, aunque tras denunciar la usurpación de marca, el Ministerio de Interior finalmente les dio la razón.

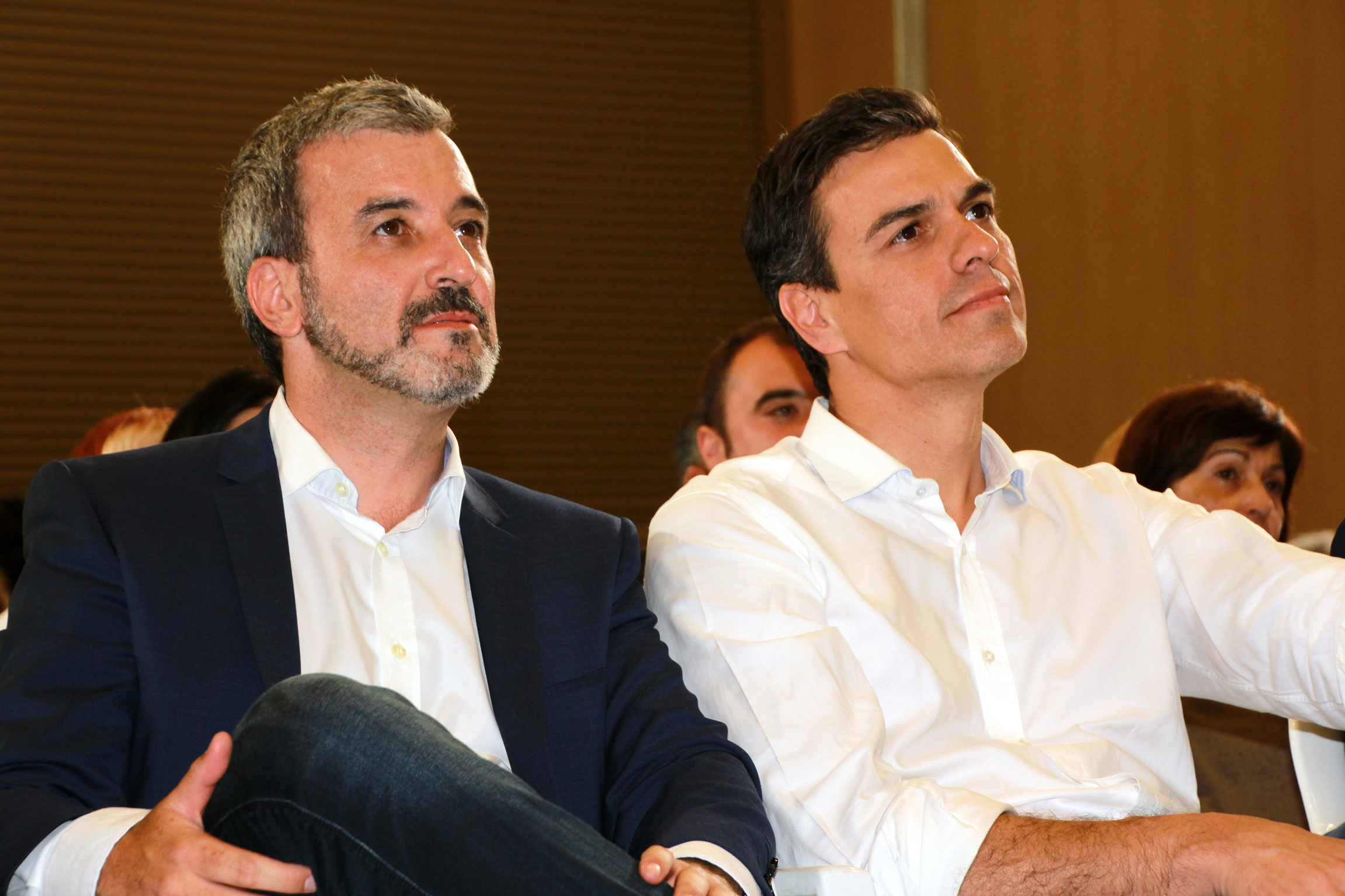
Jaume Collboni, actual alcalde de Barcelona desde el 17 de junio de 2023, junto con el presidente del gobierno, Pedro Sánchez.

El 28 de febrero de 2015 Ada Colau presentó su candidatura a las primarias para elegir al alcaldable de Barcelona en Comú, siendo la única lista presentada. La acompañan Gerardo Pisarello (Procés Constituent) como número 2, Laia Ortiz (ICV) como número 3 y Jaume Asens (Podemos) como número 4. El líder municipal de ICV-EUiA en Barcelona, Ricard Gomà, que había participado inicialmente en el proyecto, rechazó figurar en la lista ya que, con doce años en el consistorio, no cumplía con el límite de mandatos impuesto por el código ético. La candidatura se completó el 12 de marzo con unas primarias abiertas a toda la ciudadanía para elegir a los aspirantes a concejales de distrito.
En las elecciones municipales del 24 de mayo de 2015 resultó ganadora en número de votos (25 %) Barcelona en Comú, y Ada Colau fue nombrada alcaldesa el 13 de junio de 2015. Colau se ha mostrado partidaria de realizar una política más social y luchar contra la corrupción, y ha anunciado que efectuará una auditoría del gobierno anterior.

## Elecciones municipales
Aunque la actividad de la plataforma se circunscribe a Barcelona, «Guanyem» ha apoyado y avalado —con la cesión de su marca y logotipo— candidaturas similares en otras ciudades, siempre que se cumplan los requisitos recogidos en la "Guía útil para la creación de un Guanyem". Terrassa en Comú y Hospitalet en Comú fueron las primeras candidaturas formalmente reconocidas.

## Elecciones generales de España de 2023
En las elecciones generales de julio de 2023 Catalunya en Comú concurre como partido dentro de la coalición Sumar, la cual concurre en las circunscripciones de Cataluña con la denominación Sumar-En Comú Podem. La número uno por la lista al Congreso de los Diputados por la provincia de Barcelona es Aina Vidal. 

## Elecciones al Parlamento de Cataluña
En las elecciones al Parlamento de Cataluña de 2024, se presenta integrado en la coalición electoral Comuns Sumar.